# Tockojei járás
A Tockojei járás (oroszul То́цкий райо́н) Oroszország egyik járása az Orenburgi területen. Székhelye Tockoje.

## Népesség
- 1989-ben 32 174 lakosa volt.
- 2002-ben 41 332 lakosa volt.
- 2010-ben 32 866 lakosa volt, melyből 25 870 orosz, 2 953 tatár, 502 ukrán, 498 kazah, 398 csuvas, 357 örmény, 335 mordvin, 307 baskír, 224 tadzsik, 152 azeri, 146 cigány, 138 üzbég, 100 fehérorosz.